# Ulrike Arnold
Ulrike Arnold (Düsseldorf, 9 settembre 1950) è una pittrice tedesca.

## Biografia
Ulrike Arnold ha studiato dal 1968 al 1971 musica ed educazione artistica ed ha in seguito insegnato. Dal 1979 al 1986 ha studiato alla Kunstakademie Düsseldorf 
con il professor Klaus Rinke ed ha concluso gli studi nel 1986 con un riconoscimento di merito. Nel 1988 ha vinto il premio per la promozione artistica Eduard von der Heydt a Wuppertal. A partire dal 1980 l'artista ha viaggiato e lavorato nei cinque continenti. Attualmente Ulrike Arnold vive tra Düsseldorf e Flagstaff in California.

## Opere

### Dipinti a base di terra
Tipici della pittura di Ulrike Arnold sono i dipinti a base di terra. Quest'artista si serve infatti di un materiale di base fuori dall'ordinario: dipinge con terra, minerali e pietre su mussolina. In un primo momento raccoglie i colori sotto forma di pietre ed in seguito li lavora lei stessa fino a farne dei materiali per la sua pittura. I titoli dei suoi quadri corrispondono ai luoghi particolari, disseminati per il mondo, nei quali l'artista ha raccolto i propri materiali, come Flagstaff in Arizona o Bryce Canyon nello Utah. Le strutture, forme e colori di questi lavori rispecchiano i paesaggi in cui vengono creati. In questi luoghi vengono anche esposti agli elementi atmosferici che ne accrescono l'espressività.

### Dipinti delle comete
Dal 2004 l'artista amplia il repertorio dei propri materiali. Lavora come prima ed unica artista al mondo frammenti di meteoriti (nickel, ferro e polvere di meteorite) che si procura tramite laboratori di ricerca. Questi materiali pregiati derivano da asteroidi e comete. La polvere scura è un testimone delle origini dell'universo ed è in parte più antica della terra stessa. In tal modo l'artista va al di là dei materiali raccolti sul nostro pianeta e crea impressionanti lavori cosmologici.

### Arte nelle collezioni
Le opere di Ulrike Arnold figurano in collezioni private e musei: Rhénanie-du-Nord-Westphalie, Cancelleria di Stato Düsseldorf,  Düsseldorf Museo d'arte, collezione Ernst & Young Düsseldorf, Deutsche Bank Colonia, Banca GLS a Bochum, collezione Dennis Hopper a Venice (Los Angeles),  Fondazione Langen. a Neuss al Centro for Art and Environment,  Nevada Museum of Art Reno, Nevada. URL consultato il 17 aprile 2018 (archiviato dall'url originale il 29 luglio 2012). e alla collezione Vollstedt.

## Mostre individuali
- 1987 Colognia, Gerstman Abdallah Fine Art; Sydney: Institut Goethe,
- 1987 Melbourne Australia, Gerstman Abdallah Fine Art
- 1989  Wuppertal Kunstverein..
- 1991 Leverkusen,  Museum Morsbroich, Earth Art, Studiogalerie.
- 1992 Colognia, Galerie Nawrocki.
- 1994 San Francisco USA,  Brian Gross Gallery..
- 1994 Frankfurt, City Hall; Essen, http://www.museum-folkwang.de/%20[collegamento interrotto]
- 1995 Berlino,  Galerie Körnerpark (archiviato dall'url originale il 6 giugno 2012). Peintures avec de la terre.
- 1997 Colognia,  Anoniterkirche. (église) International Earth Day, Kassel, Alte Brüderkirche; Essen, Galerie Ricarda Fox.
- 1999 Düsseldorf, Booz, Allen & Hamilton.
- 2000 University Tucson, Arizona USA,  Joseph Gross Gallery. URL consultato il 26 giugno 2019 (archiviato dall'url originale l'8 giugno 2012).; Düsseldorf, Galerie Beethovenstrasse.
- 2001 Grand Canyon, Arizona USA,  Kolbstudio. URL consultato il 17 aprile 2018 (archiviato dall'url originale il 28 giugno 2012).
- 2001 Kyoto, Japon  Art in Machiya. URL consultato il 17 aprile 2018 (archiviato dall'url originale il 23 luglio 2012).
- 2003 Fürstenfeldbruck, Earth Paintings, Gallery Angie Schäfer; Galerie Beethovenstrasse, Düsseldorf
- 2004 Wuppertal, Sala di mostra Wischerstraße,
- 2005 Colognia, Deutsche Bank AG: erdnah - sternenfern.
- 2006 Mönchengladbach,  Altes Museum.: Erdgestein und Sternenstaub.
- 2007 Santa Fe USA,  William Siegal Gallery..
- 2009 Berlino,  Museo delle science naturale (archiviato dall'url originale il 4 marzo 2016)..
- 2010 Parigi, Cité des Sciences et de l'industrie Paris, 400 ans après Galilée.
- 2011 Seedorf, Herzogtum Lauenburg,  Schaalsee-Galerie.
- Mostra con altri, su ulrikearnold.com.